# JIRO
Jiro（1972年10月17日—，本名：和山義仁（わやま よしひと）），日本音樂家，搖滾樂團GLAY的貝斯手。同時也擔任THE PREDATORS的貝斯手。北海道函館市出生。
函館大谷高等學校畢業。身高169公分。
Jiro這個名字的由來，是他在加入GLAY之前所參加的樂團PIERROT時，被主唱問到名字的時候，當時突然就回答對方「JIRO」，之後就一直被叫做Jiro。本人好像也不知道為什麼當時自己要說自己叫做JIRO的樣子。

## 人物
- 雖然是成員中年紀最小的，但在GLAY之中卻有第二團長的稱號。個性一板一眼，非常認真。之前曾經參加過向the pillows致敬的專輯製作。
- 在叫GLAY團員的時候，名字後面一定會加個「君」字。Takuro就是「琢郎君」、Hisashi就是「Tono君」、而Teru則是「Tekko君」。不過在上電視的時候除了Takuro之外，其他兩人就直接以「Hisashi」「Teru」來稱呼。
- 只要是自己喜歡的東西就會十分珍惜。只要有工作人員不小心撞到Jiro的貝斯，他就會隨即大怒。
- 對流行服裝十分有品味。對於搭配衣服向來都很頭痛的Takuro常常會去問Jiro：「我該穿什麼才好？」。也曾經在代官山被雜誌社的人訪問，對方沒有發現他是JIRO，還問他要不要參加「流行服裝大賽」。
- 興趣是攝影跟玩滑雪板。照相時特別喜歡拍天空或是風景照，在GLAY的歌迷會會報中也設置了一個展示照片的單元。該單元也會訂下題目讓歌迷拍照投稿。
- 2005年開始，加入THE PREDATORS，以獨立唱片的方式開始樂團活動。
- 在GLAY和THE PREDATORS中都有獨立作曲的歌曲。在他做的歌曲裡當中，「SHUTTER SPEEDSのテーマ」最能炒熱演唱會氣氛。
- 跟HISASHI絕對不是關係惡劣，但不知道為何就常常覺得無法兩個人獨處。此外，正式出道到現在已經十多年，兩個人是到最近才會兩人一起去喝酒。
- 曾在TAKURO將新曲給團員們試聽時說了一句：「好老套！」。該首曲子為TAKURO音樂人生中自己最滿意的一曲，團員們在試聽的時候只有JIRO抱頭沉思。就在TAKURO要靠近團員們想要跟他們說：「這首歌就代表了我！」的時候，JIRO說了一句：「TAKURO君，這首歌很老套耶！」爾後TAKURO說了：「原來我很老套啊…」，JIRO才發現似乎說錯話了。TAKURO曾表示，這是他音樂人生當中最痛苦心酸的一件事。
- 本身是Red_Hot_Chili_Peppers跟Radiohead的歌迷。

## 經歴

### 出生～小學時代
- 父親是個非常頑固的工匠，家庭成員還有母親、姊姊一人、妹妹兩人。
- 小時候，Jiro的家裡絕對都要照父親的規定行事，頂嘴就會被揍。電視的選台優先權也是握在父親手上，他父親是個絕對大男人主義的人。
- Jiro身材雖然很小，可是力氣卻不小，曾經發生過父親要出去工作，他也想跟去卻被母親抓住，最後把母親的肩膀給拉到脫臼了。

### 中學時代
- 原本加入了籃球隊，可是只待了一年就退出了。退出之後時間變多的JIRO開始對音樂產生興趣，向朋友借了一把電吉他。借回家後，卻被母親斥責道：「這麼貴的東西趕快拿去還給人家」。又摸摸鼻子把電吉他拿去還給同學之後，他心裡卻下定決心無論如何都要靠自己買一把吉他。之後靠著送報紙打工存了一筆錢買到了吉他，接著跟朋友組成了樂團NEXT BEAT。

### 高中時代
- 進入高中之後加入了樂團C'est la vie擔任吉他手。高三的時候轉呈貝斯手，加入了「PERROT」，理由是「如果可以加入PIERROT的話那要我彈貝斯也沒可以」。然後用自己的吉他跟朋友換了一把貝斯。

- 早他一年前往東京的GLAY回家鄉同台表演的時候，Takuro在慶功宴上邀他們到東京去，高中畢業之後他就跟PIERROT的成員一起到了東京。

### 上京～地下樂團時代
- 到東京不久後，PIERROT就解散了。此後他就在幾個樂團之間做流浪團員。

- 1992年
  - 8月 - Takuro邀他加入GLAY。一開始以為TAKURO是在說客套話，一開始沒打算認真。沒想到他天生積極的行動力卻讓GLAY的人氣一天比一天好。

### 正式出道後
- 1994年
  - 5月－1994年5月25日以單曲『RAIN』正式出道。出道之後是團裡唯一一位的短髮成員，頭髮沒有梳直起來，帥氣程度普通。90年代後半開始梳起奇異的髮型及穿著華麗的服裝。尤其是1998年左右的「蘆薈頭」為他非常著名的造型。（當時正好發行專輯「pure soul」所以也被稱為“pure soul頭”）
- 1999年
  - 2月 – 將在音樂雜誌「WHAT's IN?」連載的單元統整，發行了他第一本單行本「CARAMEL BOOK」。

- 2000年
  - GLAY ARENA TOUR 2000 ”HEAVY GAUGE”時期曾經出現在精神上無法負荷的狀況。演唱會上目光總是盯著地板垂頭喪氣的樣子十分明顯，讓歌迷們十分擔心。TAKURO也說了：「就算解散也好，我想讓JIRO好好休息。」他好不容易跨越了危險狀態活動到現在。當時一直不斷在身邊支持著他的是JIRO連載的音樂雜誌「WHAT's IN?」的編輯，隨後兩人在同年12月結婚。

- 2001年
  - 7月 - 「CARAMEL BOOKS」的續集「CARAMEL PAVILION」發行。

- 2004年
  - 參加了向the pillows致敬專輯『SYNCHRONIZED ROCKERS』的製作。

- 2005年
  - 與the pillows的山中さわお、Straightener的ナカヤマシンペイ三人一起組了THE PREDATORS。

- - 7月6日 – 由獨立廠牌發行的迷你專輯「Hunting!!!!」發售。
  - 7月19日 – 以橫濱BLITZ的Free Live的方式出席FM802 MEET THE WORLD BEAT 2005やRISING SUN ROCK FESTIVAL 2005 in Ezo。

- 2006年
  - 以THE PREDATORS的身分出席「ARABAKI ROCK FEST. 06」。

## 使用貝斯
- TopDog JRO-01 Jazz Bass
- TopDog JRO-02 Precision  Bass
- TopDog JRO-03 Jazz Bass
- G&L SB-2
- Gibson Thunderbird
- MUSICMAN BONGO

## 連載
- キャラメルBOX（ワッツイン（ソニー・マガジンズ））

## 書籍
- CARAMEL BOOK（1999年SONY MAGAZINE）
音樂雜誌「WHAT's IN?」的連載集結出版的第一本單行本。
- CARAMEL PAVILION（2001年SONY MAGAZINE）
音樂雜誌「WHAT's IN?」的連載集結出版的第二本單行本。
- ビンゾー&ジロゾーのウォーカー・ブラザーズ東京（2003年角川書店）
MAYA MAXX共同著作。以「介紹如果朋友來玩想帶他玩玩看看的東京」為題，MAYA MAXX和JIRO分別扮為BINZO跟JIROZO，介紹東京的各個好玩的地方。

## 節目

### 廣播
- BUGGY CRASH NIGHT（FM802）毎週六23:00～24:00

## 外部連結
- BUGGY CRASH NIGHT （页面存档备份，存于） （日語）